# 蔡锋
蔡锋（1940年8月—），男，原籍江苏昆山，生于四川成都，中国科教片编导，曾任上海科学教育电影制片厂导演，中国电影家协会理事。